# Dina Boluarte
Pour les articles homonymes, voir Boluarte.
Dina Boluarte Zegarra, née le 31 mai 1962 à Chalhuanca, est une femme d'État péruvienne, présidente de la République depuis le 7 décembre 2022.
Avocate de formation, elle travaille pour l'État civil péruvien de 2007 à 2021, année où elle se présente comme candidate vice-présidentielle aux côtés de Pedro Castillo pour Pérou libre, un parti d'orientation marxiste. Après son élection en juin 2021 et son accession à la vice-présidence le 28 juillet 2021, elle est nommée, en plus de la vice-présidence, ministre du Développement et de l'Inclusion sociale, poste qu'elle occupe durant les quatre premiers gouvernements sous Castillo.
Après la tentative ratée de Castillo de mener un auto-coup d'État et sa destitution par le Congrès, Dina Boluarte accède à la présidence de la République et s'allie avec des partis conservateurs. Sa présidence est qualifiée de conservatrice,.

## Origines, vie privée, formation et carrière juridique
Née le 30 mai 1962, Dina Ercilia Boluarte Zegarra est originaire de la ville de Chalhuanca, située dans la région d’Apurímac, dans le sud du Pérou, dont la population est majoritairement issue du peuple autochtone quechua, dont elle parle la langue. Elle est la benjamine d’une famille de 14 enfants. 
Après des études de droit à l'université San Martín de Porres, elle devient avocate. Elle travaille à partir de 2017 pour le service d'état civil du Pérou. 
Anciennement mariée à David Gómez Villasante, elle a deux enfants, David Eduardo Gómez Boluarte et Daniel Felwig Gómez Boluarte. 

## Élections générales de 2021

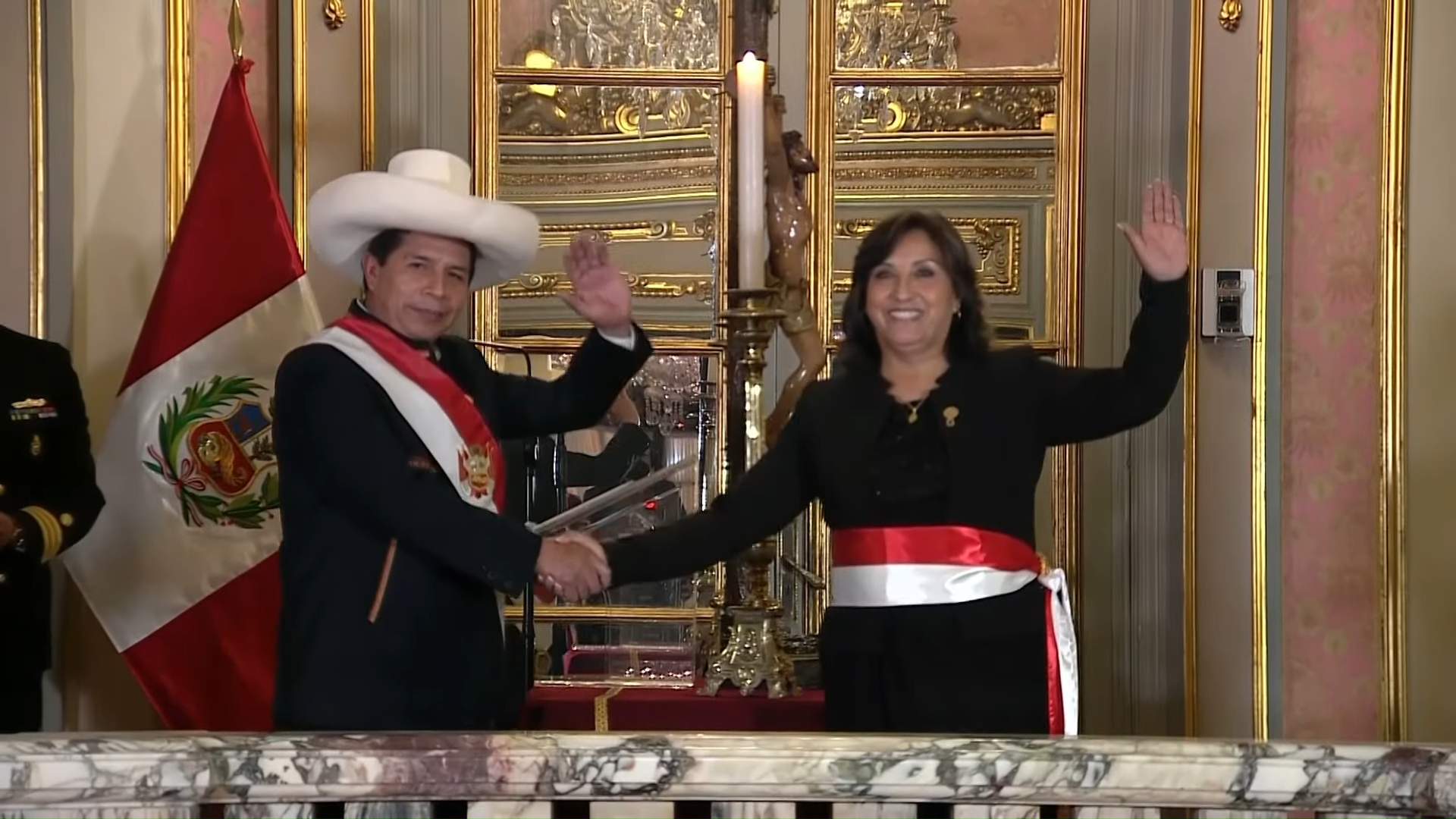
Dina Boluarte et Pedro Castillo, lors de la constitution du gouvernement dirigé par Mirtha Vásquez, en octobre 2021.

Membre du parti politique Pérou libre, Dina Boluarte est candidate à la vice-présidence de la République aux côtés de Pedro Castillo lors des élections générales de 2021. Le ticket l'emporte d’extrême justesse le 6 juin 2021 face à Keiko Fujimori, ce qui fait de Dina Boluarte la nouvelle vice-présidente élue de la République.

## Vice-présidente de la République et ministre
Dina Boluarte prête serment et entre en fonction le 28 juillet 2021, succédant indirectement à Martín Vizcarra. Le lendemain, le 29 juillet, elle est également nommée ministre du Développement et de l'Inclusion sociale, fonction qu'elle occupera durant quatre gouvernements successifs. Néanmoins, le 25 novembre 2022, lors de la constitution du cinquième gouvernement de Pedro Castillo, elle décide de renoncer à cette fonction, justifiant que « la polarisation actuelle nuit à tout le monde », et préférant consolider « l'unité la plus large de tous les Péruviens » en tant que vice-présidente.
En décembre 2021, alors que le président Castillo est menacé par une procédure de destitution, elle menace de démissionner pour ne pas lui succéder.

### Rupture avec Pérou libre
Après avoir affirmé en janvier 2022, lors d'une entrevue avec La República qu'elle n'a jamais embrassé l'idéologie du parti Pérou libre, Dina Boluarte en est expulsée par le président du parti Vladimir Cerrón.  

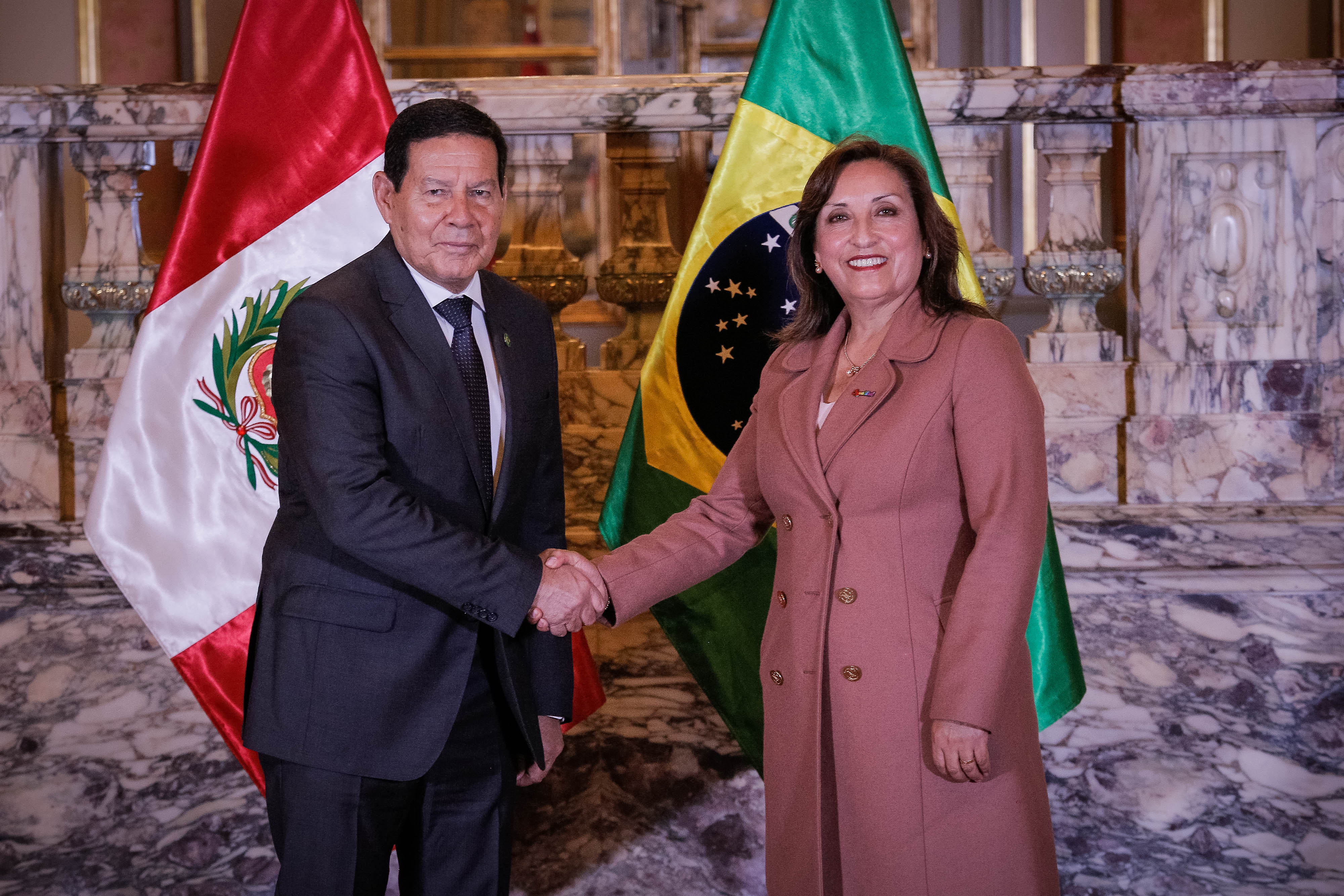
Dina Boluarte et le vice-président brésilien, Hamilton Mourão, en septembre 2022.

## Présidente de la République

### Tentative d'auto-coup d'État de Castillo et investiture
Le 7 décembre 2022, après la destitution de Pedro Castillo pour « incapacité morale » et la tentative d'auto-coup d'État de ce dernier, Dina Boluarte est investie présidente de la République par le Congrès et devient la première femme à occuper cette fonction.
Lors de sa prestation de serment en tant que présidente de la République devant le Congrès, après avoir reçu l'écharpe présidentielle par José Williams, président du Congrès de la République, elle déclare qu'elle « exercera ses fonctions jusqu'au 28 juillet 2026 ».
Après son investiture, elle n’exclut pas l'organisation d'élections anticipées et appelle les manifestations pro-Castillo à se disperser. Elle demande également une trêve à l'opposition et à la presse, qui n'ont eu de cesse de tenter de déstabiliser l'ancien président pour « installer un gouvernement d'unité nationale »,.

### Exercice de la fonction

#### Formation du nouveau gouvernement
Le 9 décembre, la nouvelle présidente Dina Boluarte annonce que la composition de son gouvernement sera finalisée dans la soirée, et annoncée le samedi matin 10 décembre, avant midi.

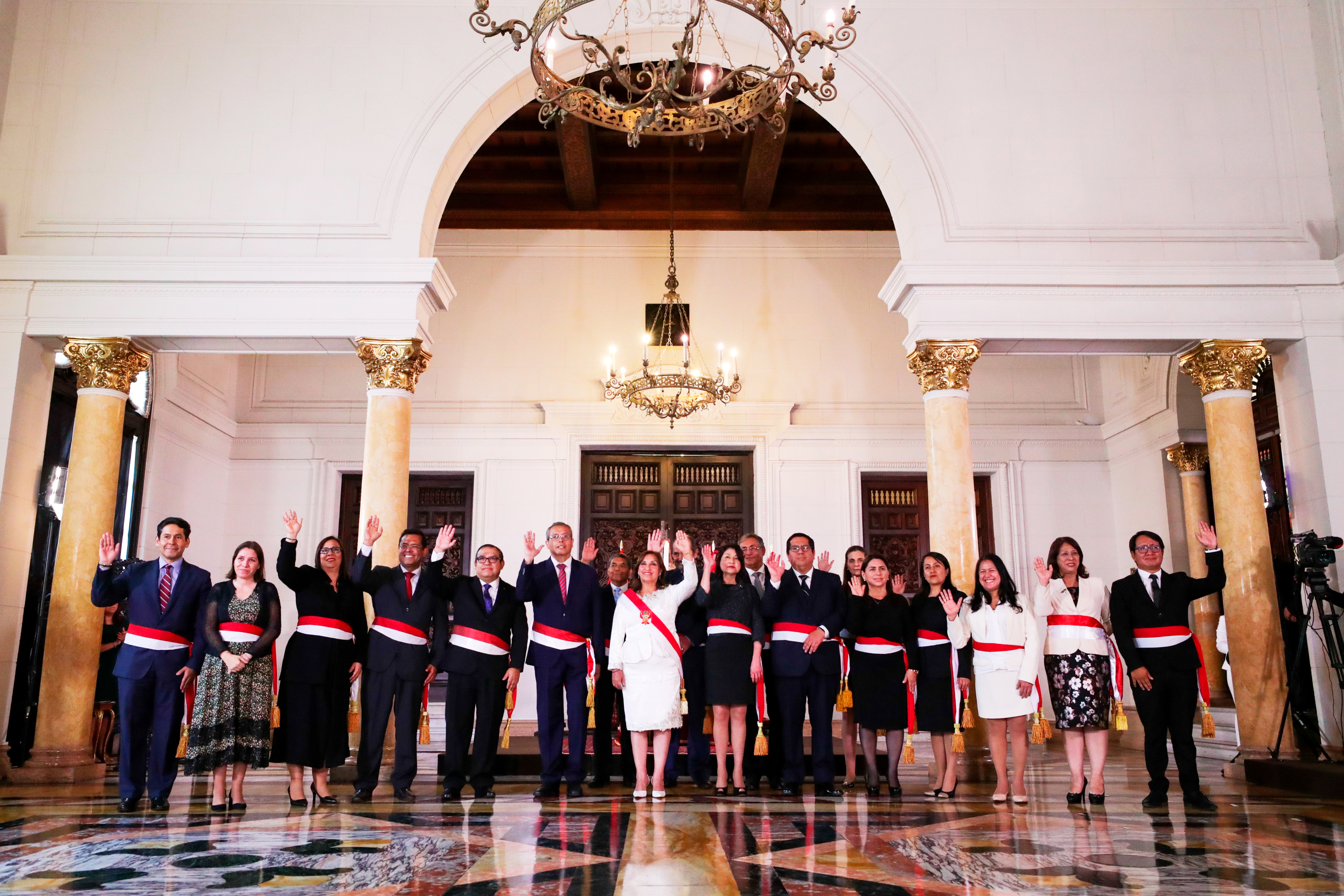
Le gouvernement Boluarte le 10 décembre 2022.

La cérémonie d'investiture du gouvernement a lieu à 13 h, et la présidente Boluarte décide de nommer l'avocat Pedro Angulo président du Conseil des ministres. Celui-ci avait été candidat du parti de centre droit Contigo à l'élection présidentielle de 2021. Au sein du gouvernement, huit femmes sont nommées, c'est plus que dans chacun des cinq gouvernements de Pedro Castillo, et les ministres appartiennent ou ont appartenu — c'est le cas de Pedro Angulo — à un parti politique, mais qui n'ont aucune représentation parlementaire. Le cabinet est donc un gouvernement technique. Peu après sa nomination comme président du Conseil des ministres, des journalistes d’investigation révèlent que Pedro Angulo fait l'objet de treize enquêtes judiciaires et de plusieurs plaintes pour agression sexuelle.
Certaines organisations de gauche sont méfiantes vis-à-vis de son rapprochement avec les élites politiques et économiques : « Qu’elle écoute les organisations de la société civile, les syndicats de travailleurs et les mouvements sociaux (…) et pas seulement le Congrès, où se trouvent les partis coresponsables de la crise », déclare ainsi une coalition d’organisations de la société civile.
Le gouvernement dirigé par Pedro Angulo ne dure que onze jours. Le 21 décembre, Dina Boluarte, nomme Alberto Otárola, jusqu'alors ministre de la Défense et ayant occupé cette même fonction sous Ollanta Humala, président du Conseil des ministres.

#### Manifestations contre le gouvernement
La destitution et l'arrestation de Pedro Castillo conduisent des syndicats, des organisations civiles et sociales, des organisations de peuples autochtones, et des partis de gauche et d'extrême gauche à mobiliser un large mouvement de protestation. Les revendications portent en particulier sur la dissolution du Congrès, la démission de la nouvelle présidente Dina Boluarte, l'organisation de nouvelles élections, la libération de Pedro Castillo et la mise en place d'une assemblée constituante.
Les mobilisations touchent particulièrement les zones pauvres du pays, celles qui avaient massivement voté pour Pedro Castillo en 2021 ; les principaux axes routiers de 18 des 24 départements du Pérou et cinq aéroports sont bloqués. Le 14 décembre, l'état d'urgence, permettant notamment le déploiement de l'armée face aux manifestants, est décrété dans tout le pays pour 30 jours. Au lendemain de cette proclamation, la ville d’Ayacucho, dans le Sud, est le théâtre d’une violente répression qui entraîne la mort par balles de huit personnes, s’ajoutant aux sept tuées quelques jours plus tôt dans la région d’Apurimac, également dans le Sud. À partir du 16 décembre, un couvre-feu est décrété dans quinze provinces du pays. Au 17 décembre, au moins vingt personnes ont été tuées, dont une majorité tuées par balle, victimes de la répression policière et militaire, depuis le début des manifestations. Amnesty International demande « l’arrêt immédiat de la violence d’État » tandis que les principaux médias péruviens, pour la plupart aux mains du groupe privé El Comercio qui concentre 80 % des titres, tendent pour leur part à occulter les violences dans les zones rurales, qualifiant les protestataires de « terroristes et de délinquants ».
Le 9 janvier 2023, 17 manifestants sont abattus et 70 blessés à Juliaca, dans la région de Puno. Les forces gouvernementales ont ouvert le feu à la kalachnikov sur la foule, tandis que des hélicoptères survolaient la ville et larguaient des bombes lacrymogènes. Après le massacre, le Premier ministre, Alberto Otárola, traite les manifestants de « hordes de délinquants » et déclare que des mesures seront prises pour contrer la mobilisation sociale présentée comme une tentative de « coup d’État » qui serait « financée par le narcotrafic » ou par des « intérêts extérieurs ». Il annonce un couvre-feu de trois jours dans la région de Puno.

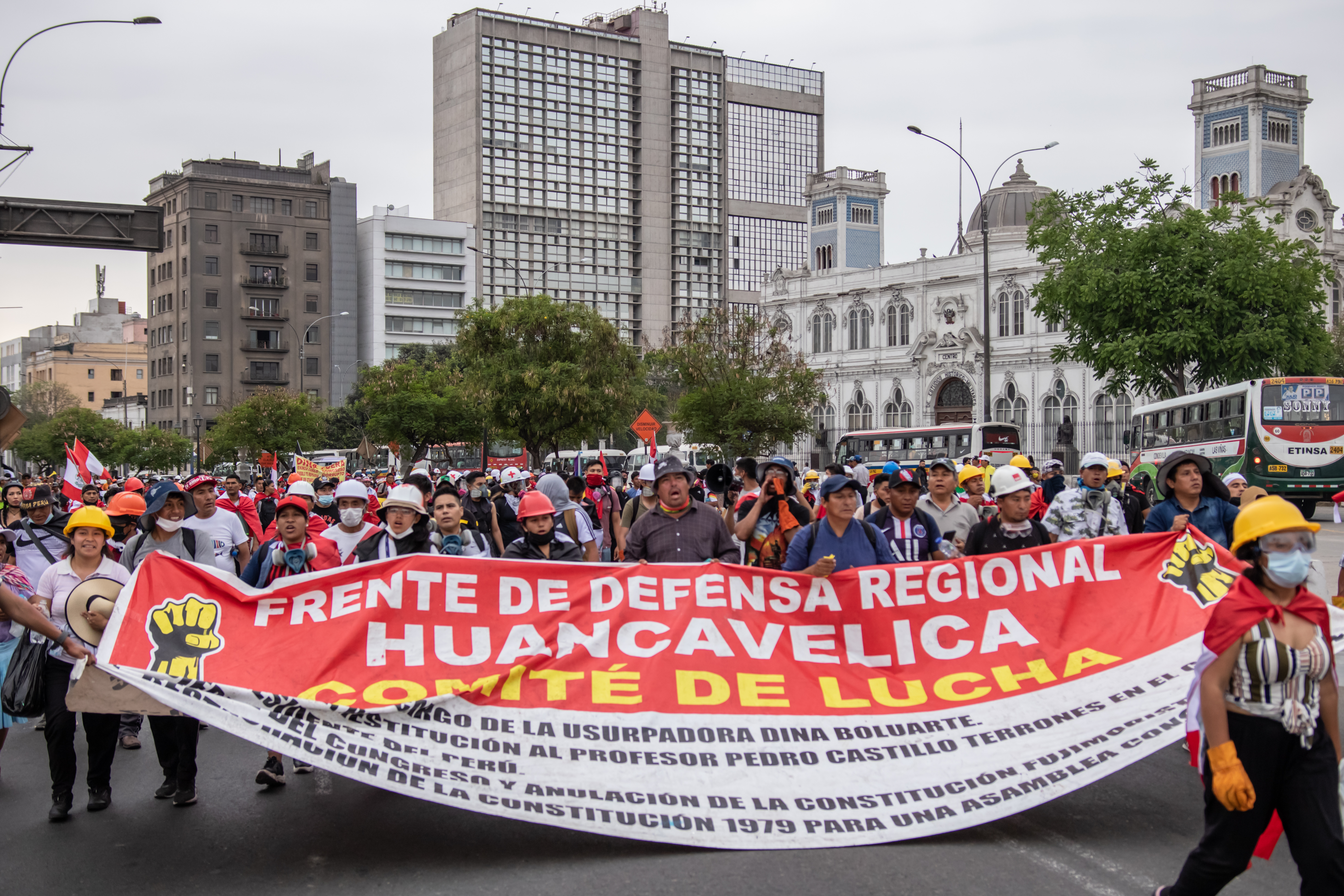
Manifestation le 28 janvier 2023 à Lima.

La violente répression des manifestations qui ont suivi sa nomination (au moins 48 morts et 600 blessés) conduit le parquet péruvien à ouvrir le 10 janvier 2023 une enquête pour « génocide », un terme utilisé en Amérique latine pour décrire un massacre, contre elle. Néanmoins, selon certaines sources, « dans le contexte actuel, l’accusation de génocide relève plus d’une manœuvre dilatoire de la part de la Procureure générale que d’une réelle volonté de faire la lumière sur les événements ». Amnesty International critique dans un rapport les « attaques généralisées et massives » des forces de l’ordre, des « exécutions extrajudiciaires » et le « racisme systémique » envers la population autochtone. En outre, les cas d’arrestations arbitraires, de détentions abusives de manifestants, de mauvais traitements et d’intimidations sont nombreux. Les manifestants arrêtés présentent des traces de coups et blessures à leur sortie de prison.
La présidente Boluarte affirme pour sa part avoir donné l’ordre aux militaires et aux policiers de ne pas utiliser d’armes létales mais apparaît dépassée, y compris au sein de son propre gouvernement. Sur les réseaux sociaux, beaucoup comparent la situation à celle du Brésil voisin, où aucun mort n’a été à déplorer après le saccage des sièges du pouvoir par des milliers de manifestants. La Cour suprême du Pérou déclare pour sa part que les protestations, y compris pacifiques, sont illégales et qu'y prendre part est un délit.
En mars, la mobilisation s’est essoufflée, après une soixantaine de morts et des milliers de blessés. La majorité des barrages sur les routes ont été levés et la grève suspendue. Des manifestations reprennent en juin, tandis que Dina Boluarte réaffirme qu'il n'y aura pas d'élections anticipées et appelle les organisations sociales à renoncer à manifester : « Combien de morts veulent-ils encore ? », a lancé la présidente.

#### Crise politique
Le 11 décembre, Dina Boluarte propose d'avancer les prochaines élections à avril 2024, puis, face à l'amplification des manifestations, à décembre 2023. Le 16 décembre, le Congrès refuse cependant d'avancer les élections à la date proposée. D'après un sondage, 83 % des Péruviens souhaitent des élections anticipées. Le lendemain, le 17 décembre, elle exhorte les membres du Congrès à adopter un projet de loi pour des élections anticipées, critiquant les parlementaires qui se « retranchent » derrière l'abstention. La présidente a également exclu de démissionner, arguant que sa démission ne changerait rien à la situation, ou même l'aggraverait. Très isolée politiquement, elle ne dispose pas du soutien du banc parlementaire de Pérou libre et, selon un sondage, 70 % des Péruviens sont contre son accession à la présidence. Elle peut toutefois compter sur une alliance tacite avec les partis de droite, pourtant ses anciens rivaux. Son gouvernement est contrôlé par le Congrès, avec une implication croissante des forces armées et de la police. Elle gouverne ainsi avec le soutien de Force populaire, Alliance pour le progrès, Rénovation populaire, En avant pays, ainsi qu'une partie du Bloc enseignant de Concertation nationale.
Le gouvernement nomme à la tête des services de renseignement l'ex-colonel Juan Carlos Liendo, qui affirme que les manifestations dans le pays ne sont pas de nature sociale mais font partie d'une « insurrection terroriste ». Cette nomination surprend puisque Juan Carlos Liendo est proche de l’extrême droite et affirmait que le gouvernement de Pedro Castillo, auquel appartenait Dina Boluarte, était une « extension du groupe terroriste Sentier lumineux ».
Deux ministres démissionnent le 16 décembre : « la mort de compatriotes ne peut avoir de justification. La violence d’État ne peut être disproportionnée », écrit la ministre de l’Éducation, Patricia Correa, dans sa lettre de démission.
Le 21 décembre, Dina Boluarte nomme Alberto Otárola, alors ministre de la Défense, président du Conseil des ministres pour succéder à Pedro Angulo.
En protestation contre une répression de plus en plus violente, alors que la présidente exclut de nouveau de démissionner, trois autres membres du gouvernement démissionnent début janvier 2023 : le ministre du Travail, Eduardo Garcia, celui de l'Intérieur, Victor Rojas, et la ministre de la Femme et des Populations vulnérables, Grecia Rojas. En juin, le ministre de la Justice et des Droits humains est arrêté pour ses liens présumés avec une organisation criminelle, et la ministre de la Santé, critiquée pour « sa mauvaise gestion face à l’épidémie de dengue », est contrainte de démissionner.
Un sondage cité par le journal Le Monde indique que plus de 80 % de la population péruvienne souhaite le départ de Dina Boluarte du gouvernement, en octobre 2023.
Le 28 novembre 2023, la procureure générale Patricia Benavides demande au Congrès de l'inculper pour homicide. La procureure générale est destituée début décembre, étant accusée d’être à la tête d’une organisation criminelle et d’un réseau de trafic d’influence impliquant des dizaines de parlementaires. Pour l’ex-procureur anticorruption Martin Salas, le Congrès serait parvenu à mettre en place, avec le soutien de la procureure générale, une « dictature parlementaire » en prenant le contrôle d’institutions comme le Tribunal constitutionnel, le Bureau du défenseur du peuple et une partie de la Cour suprême, grâce à un exécutif totalement inféodé, Dina Boluarte étant souvent décrite comme une « marionnette ». La plainte de Patricia Benavides contre la présidente Boluarte, déposée quelques jours avant sa destitution alors qu'elle n'avait jusqu'alors pas cherché à enquêter, aurait surtout visé à lui permettre de se présenter comme la victime d'un complot politique. 
Le 5 mars 2024, mis en cause dans une affaire de trafic d'influence, le Premier ministre Alberto Otárola est contraint de présenter sa démission. Le 30 mars 2024, Dina Boluarte déclare qu'elle ne démissionnerait pas, à la suite d'accusations d'enrichissement illicite et après une perquisition de sa résidence par la police. En mai 2024, sa cote de popularité descend à 5 % d'opinions favorables (contre 90 % d'opinions défavorables). Un an plus tard, en mai 2025, sa popularité est de 2 %.
Elle double son salaire en 2025 afin de percevoir dorénavant l'équivalent de 10 000 dollars par mois. Le nouveau montant a été fixé à la suite d'une comparaison avec les rémunérations des chefs d’État de douze pays d'Amérique latine, a expliqué le ministre de l’Économie, Raul Pérez-Reyes.

#### Relations internationales
Des frictions opposent le gouvernement péruvien à l'Argentine, la Bolivie, la Colombie et le Mexique, qui affirment dans un communiqué commun que Pedro Castillo « a été victime d'un mouvement hostile, anti-démocratique et en violation de la Convention américaine des droits humains ». Le Mexique, Cuba, le Venezuela, le Nicaragua et le Honduras continuent de reconnaitre Pedro Castillo comme le président constitutionnel. 
Au contraire, les États-Unis réitèrent leur appui au « processus institutionnel démocratique » selon Antony Blinken. 
L’ambassadeur du Mexique est déclaré « persona non grata » et expulsé du Pérou en réaction à l’asile politique donné par Mexico à Pedro Castillo et sa famille. Lima rompt ses relations diplomatiques avec le Honduras, rappelle ses ambassadeurs à Mexico, à Bogota et à La Paz, puis déclare également « persona non grata » le président colombien Gustavo Petro et l'ancien président bolivien Evo Morales, accusés de soutenir les manifestants, avec interdiction d'entrer sur le territoire du Pérou.
Après le massacre de Juliaca, le 9 janvier 2023, le président colombien Gustavo Petro dénonce un « massacre contre la population ». Le président chilien, Gabriel Boric, juge « inacceptable et douloureux (…) le nombre de morts dans les affrontements avec la police ».

#### Insécurité
En réaction à l'augmentation de l'insécurité au Pérou, notamment par la recrudescence de vols à main armée, extorsions et kidnappings, le gouvernement de Dina Boluarte a annoncé, fin août, la préparation d’un grand plan sécurité avec une enveloppe de 1,5 milliard de soles (plus de 370 millions d’euros). Le gouvernement décrète ensuite l'état d'urgence le 18 septembre 2023 dans trois districts (San Juan de Lurigancho et San Martin de Porres à Lima, et Sullana dans la région de Piura), et fait déployer plusieurs centaines de militaires en soutien aux forces de police. Selon la police, 186 assassinats par un tueur à gage auraient été reportés à Lima entre janvier et juillet 2023. Les enquêtes d'opinion font état de 80 % des personnes interrogées se sentant en insécurité dans les grandes villes du pays, en particulier à Lima.

## Soupçons de corruption
Dina Boluarte est soupçonnée en 2024 de posséder une collection de montres de luxe non déclarées. Parmi elles, au moins une Rolex d'acier et d'or rose de dix-huit carats, sertie de diamants et estimée à 19 000 dollars. Elle détiendrait une quinzaine de montres de luxe au total.
Le ministère public ouvre une enquête pour soupçons « d'enrichissement illicite » et « omission de déclaration de biens ». La presse révèle ensuite l'existence d'un rapport de l'Unité d'intelligence financière (UIF) à propos de sommes d'argent d'origine inconnue qu'elle aurait perçues pour un montant total de 1 million de soles (275 000 euros) sur divers comptes bancaires. Selon l'UIF, les opérations bancaires de Dina Boluarte « pourraient relever du délit de blanchiment d'argent ». Si Dina Boluarte est protégée par son immunité présidentielle, le parti Pérou libre sollicite au Congrès le vote d'une motion de censure à son encontre.
Le 10 mai 2024, les autorités péruviennes interpellent Nicanor Boluarte-Zegarra, frère de la présidente, soupçonné de corruption.

## Prises de position
Alors que Dina Boluarte appartient au parti de gauche radicale Pérou libre, elle déclare dans une interview le 23 janvier 2022 n'avoir « jamais embrassé l'idéologie de Pérou libre », réaffirmant toutefois son engagement en faveur d'un système de santé universel et d'un meilleur système de l'éducation. Le jour même, en réaction à cette interview, le parti annonce son exclusion.
Pour la politologue Patricia Zarate, « elle met l'accent dans ses discours sur les populations les plus pauvres et les plus vulnérables ». D'après l’universitaire Jorge Aragón, Dina Boluarte n'est pas une femme politique chevronnée et n'a pas de convictions idéologiques très marquées. « Elle faisait partie de Perú Libre, une organisation de gauche radicale, mais elle pourrait aujourd'hui [à la suite de son investiture comme présidente] s'allier à certaines forces politiques qui ont toujours été en opposition avec le gouvernement dont elle était pourtant membre ».
Selon La República, les analystes estiment que l'inexpérience politique de Dina Boluarte l'a conduite à passer d'une idéologie de gauche partagée par les habitants des zones rurales à une idéologie de droite. Americas Quarterly note qu'après son exclusion du parti Pérou libre, elle s'est alignée sur le Congrès conservateur pour obtenir un soutien politique, créant un sentiment de trahison pour les électeurs ruraux et indigènes.